# Hilary z Chichesteru
Hilary z Chichesteru (ur. ok. 1110, zm. 1169) – angielski duchowny, biskup Chichesteru.
Anglik z urodzenia, studiował prawo kanoniczne i pracował w Rzymie jako notariusz papieski. Poznał tam wielu dostojników kościelnych łącznie z przyszłym papieżem Hadrianem IV i pisarzem Janem z Salisbury. W Anglii był notariuszem z otoczenia Henryka z Blois, biskupa Winchesteru i brata króla Stefana z Blois. Po nieudanej nominacji na arcybiskupa Yorku, papież Eugeniusz III wynagrodził go biskupstwem Chichesteru w 1147.
Hilary spędził wiele lat zmagając się z opactwem Battle usiłując wyegzekwować swe prawo jako biskupa do nadzoru nad tym klasztorem. Zmagał się również z Tomaszem Becketem, ówczesnym kanclerzem króla Henryka II Plantageneta, późniejszym arcybiskupem Canterbury. Hilary popierał króla Henryka II Plantageneta w jego konflikcie z Becketem. Henryk mianował Hilarego szeryfem i zatrudnił jako sędziego na dworze królewskim. Na polecenie papiestwa Hilary służył jako sędzia-delegat, by rozpoznawać sprawy, które przekazano do Anglii. Znany ze wspierania swych duchownych oraz jako specjalista od prawa kanonicznego, Hilary pracował nad kanonizacją Edwarda Wyznawcy, dawnego króla Anglii.

## Młodość
Hilary urodził się prawdopodobnie około 1110 i zapewne pochodził z niższych warstw społeczeństwa, jednak nic nie wiadomo o jego przodkach. Jego brat był kanonikiem przy katedrze w Salisbury, więc obaj mogli pochodzić z okolic Salisbury. Hilary był notariuszem przy Henryku z Blois, biskupa Winchester i dziekanem kościoła Christchurch w Twynham w hrabstwie Hampshire, prawdopodobnie otrzymując oba stanowiska dzięki wpływom Henryka z Blois. Christchurch był kościołem kolegiackim duchownych świeckich, czyli tych, którzy nie byli mnichami. Hilary został dziekanem kolegiaty przed 1139. Wykształcony w prawie kanonicznym, pracował w Rzymie w 1144 jako adwokat lub prawnik. W Kancelarii Apostolskiej bądź w innym papieskim urzędzie pracował również w 1146. Wśród jego współpracowników w kancelarii byli Robert Pullen, Jan z Salisbury i Nicholas Breakspear, późniejszy papież Hadrian IV.
Jako dziekan kapituły Christchurch, Hilary przywrócił tradycyjny cykl uroczystości religijnych, który został zarzucony przez jego poprzedników; dbał również o dotacje, przywileje i własności ziemskie. Nakazał ponadto spisać dzieje kościoła Christchurch (dzieło to istnieje do dziś). W 1147 Hilary był jednym z kandydatów na arcybiskupa Yorku. Jego kandydatura była wspierana przez Hugh de Puiset, ówczesnego skarbnika Yorku i późniejszego biskupa Durham oraz przez Roberta z Ghent, dziekana Yorku i Lorda Kanclerza Anglii, jak również przez króla Stefana z Blois. Wydaje się, że dostał najwięcej głosów, ale wyniki wyborów były kwestionowane przez zwolenników jego rywala, Murdaca. O rozstrzygnięcie zwrócono się do papieża, a ten wybrał Murdaca. Papież Eugeniusz III postanowił zrekompensować Hilaremu tę porażkę, mianując go biskupem Chichesteru. Hilary został mianowany biskupem Chichesteru w lipcu 1147 i otrzymał sakrę biskupią 3 sierpnia 1147. Theobald z Bec, arcybiskup Canterbury, konsekrował go w Canterbury, wraz z Nigelem, biskupem Ely, Robertem, biskupem Bath i Williamem de Turbeville, biskupem Norwich, asystującymi przy ceremonii. Przez szereg lat Hilary sprawował urząd dziekana, posiadając tym samym w swym ręku dwa kościelne beneficja jednocześnie.

## Rządy Stefana
Król Stefan wysłał Hilarego na synod w Reims w 1148 wraz z Robertem de Bethune, biskupem Hereford i Williamem de Turbeville. Theobald z Bec również był obecny, pomimo że król zabronił mu uczestnictwa. Średniowieczny kronikarz Gervase z Canterbury stwierdził, że Stefan chciał osłabić pozycję Theobalda względem papiestwa, lecz Stefan także mógł chcieć zagwarantować sobie zwierzchnictwo nad angielskim Kościołem powołując się stanowczo na prawo do ograniczania papieskich kontaktów z angielskimi biskupami, co było praktykowane przez jego poprzedników.
Hilary próbował uzasadniać królewską próbę wykluczenia Theobalda z obrad synodu, co okazało się być głównym powodem, dlaczego Stefan zezwolił Hilaremu w nim uczestniczyć. Hilary został nagrodzony za swą lojalność nominacją na kapelana królowej. Wkrótce po synodzie w Reims Robert de Bethune zmarł, a na biskupa Hereford został wybrany, za wskazaniem papieża, Gilbert Foliot. Theobald był na wygnaniu we Flandrii, ponieważ przeciwstawił się królowi, więc papież nakazał Robertowi de Sigello, biskupowi Londynu, Joscelinowi de Bohon, biskupowi Salisbury i Hilaremu, udać się do Flandrii i pomóc Theobaldowi wyświęcić Gilberta. Jednakże biskupi byli niechętni i oświadczyli papieżowi, że nie wyświęcą Gilberta, ponieważ nie otrzymał on królewskiej zgody, ani nie złożył hołdu Stefanowi. Theobald wyświęcił więc Gilberta z pomocą kilku miejscowych biskupów. Hilary był jednym z biskupów którzy pogodzili Theobalda i Stefana po synodzie w Reims, pomagając w negocjacjach po powrocie Theobalda do Anglii. Theobald osiadł na zamku Framlingham. Negocjacje między stronnikami króla i arcybiskupa zakończyły się ustępstwem króla i przywróceniem arcybiskupstwa Theobaldowi.

## Zmagania z opactwem Battle

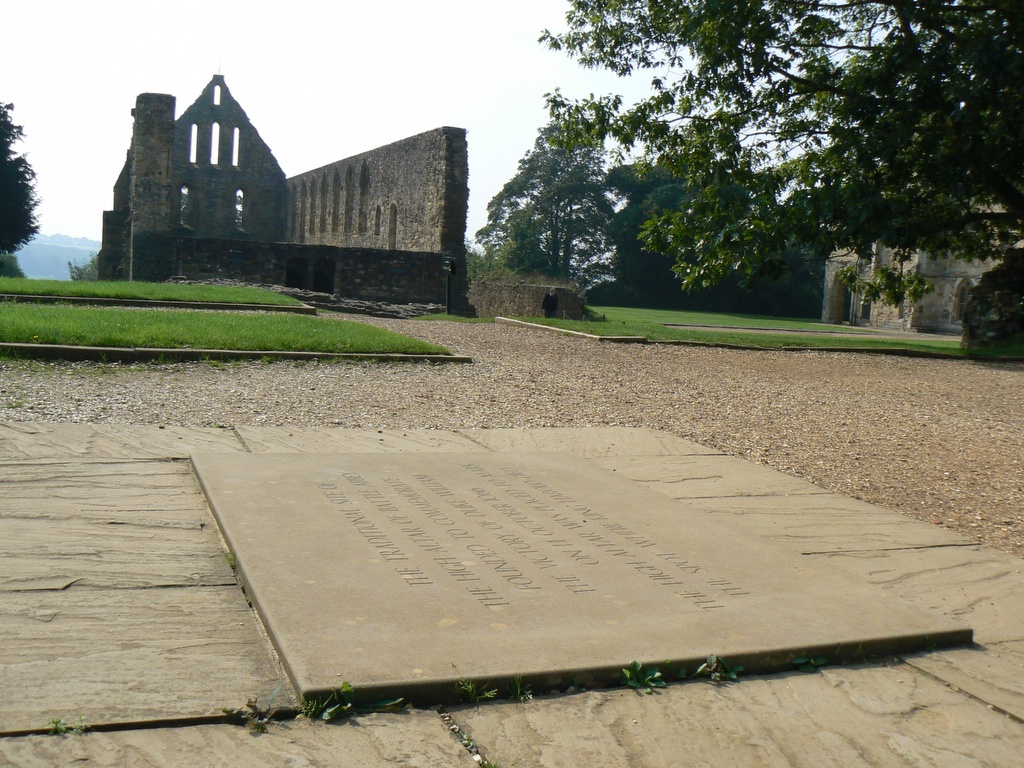
Ruiny opactwa Battle

Hilary przez wiele lat toczył spór z opatem Battle, który utrzymywał, że jego opactwo, choć znajduje się na terenie diecezji Chichester, jest wyłączone spod nadzoru biskupa. Opactwo nigdy nie otrzymało papieskiego zwolnienia, lecz powoływało się na fakt, iż jest królewską fundacją Wilhelma Zdobywcy i na swój status jako prywatnego kościoła króla. Pod rządami króla Stefana roszczenia opactwa wzięły górę, ale po śmierci króla Hilary ekskomunikował opata. Ten odwołał się do papieża, ale odwołanie odniosło odwrotny skutek – Hilary otrzymał od obu papieży Eugeniusza III i Hadriana IV nakaz dla opata, by ten okazał posłuszeństwo biskupowi. W 1157 ówczesny opat Battle, Walter de Luci, brat Ryszarda de Luci królewskiego ministra, wytoczył sprawę przed królem Henrykiem II, podczas obrad rady w Colchesterze.
Podczas obrad, Walter de Lucy przedstawił akt fundacyjny Wilhelma Zdobywcy i potwierdzenie króla Henryka I Beauclerca, dziada Henryka II. Potwierdzono autentyczność obu dokumentów i fakt zwolnienia opactwa z nadzoru kościelnego, ponieważ Henryk II podczas swej koronacji potwierdził wszystkie akty swego dziada. Współczesne badania dowodzą jednak, że co najmniej jeden z dokumentów był wcześniej podrobiony, krótko przed 1155. Historyk Eleanor Searle twierdzi, że akty były podrobione trzykrotnie: raz krótko po śmierci Stefana między 1154 a 1157, kilka z nich ponownie w okresie między 1157 a 1174 i kolejne w pierwszej połowie XIII wieku. Co najmniej jeden akt prawdopodobnie został podrobiony po śmierci Hilarego, ponieważ zawiera jego imię jako świadka. Hilary twierdził, że tylko papieski przywilej mógłby zwolnić klasztor z nadzoru biskupiego i że opactwo nie posiada tego przywileju. Hilary dowodził, że żaden król nie ma prawa wydać takiego zwolnienia, o ile nie otrzymałby go od papieża. Henry nie ugiął się przed tym argumentem, gdyż uderzał on w jego królewskie prerogatywy. Tomasz Becket, wówczas kanclerz Henryka, a później znany ze swojego sporu z Henrykiem o przywileje kościelne, był jednym z głównych oponentów Hilarego podczas rady. Ostatecznie przekonano Hilarego do wycofania wszelkich biskupich roszczeń wobec opactwa.
Biograf Henryka II, historyk W.L. Warren, wyjaśnia, że Hilary był zmuszany do wytoczenia procesu opactwu Battle przez swoją kapitułę katedralną i że Hilary nie prowadził sprawy energicznie. Historyk Henry Mayr-Harting uważa proces z opactwem za jedyny wyjątek w długiej karierze Hilarego jako stronnika króla przeciw papiestwu i twierdzi, że jedynym powodem dla którego Hilary sprzeciwił się królowi było zlekceważenie jego praw jako biskupa diecezjalnego. Mayr-Harting wskazuje ponadto, że Theobald z Bec wspierał wysiłki Hilarego w obronie jego praw.
Według badacza Nicholasa Vincenta cała podstawa tego zapisu, która ostatecznie opiera się na Kronice opactwa Battle, jest częścią fałszerstw spreparowanych przez mnichów z Battle. Według niego jedyne świadectwa pisane szczegółowo opisujące przebieg prawnego sporu, poza Kroniką, to podrobiony akt Henryka II dla opactwa oraz list Theobalda, który również może być podrobiony, gdyż powtarza relację Kroniki niemal słowo w słowo. Według Vincenta kluczową kwestią jest to, że – chociaż nie ma wątpliwości co do sporu między Hilarym a opactwem o kwestię wyłączenia spod władzy biskupa, co poświadcza list Becketa z 1170 wzmiankujący o jakiejś formie ugody między mnichami a biskupem – zapisy Kroniki są niewiarygodne. Niestety list z 1170 nie podaje szczegółów sporu, stwierdza jedynie że biskup był „zmuszony zawrzeć ugodę z opatem”.

## Rządy Henryka II

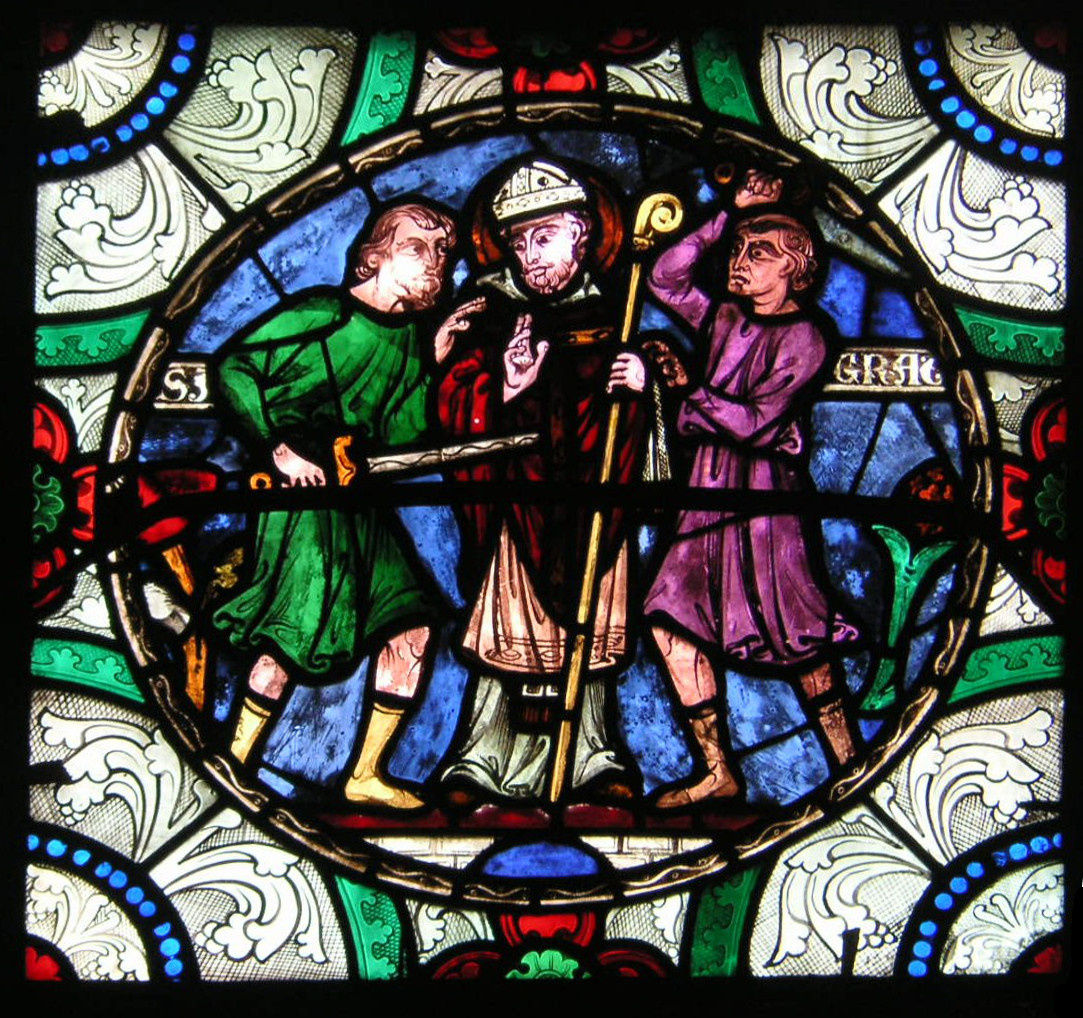
Męczeństwo Tomasza Becketa z witraża katedry Canterbury. Hilary był przeciwnikiem Becketa.

Hilary sprawował urząd szeryfa Sussex w 1155, a później ponownie od 1160 do 1162. Powierzenie stanowiska szeryfa biskupowi było czymś niezwykłym i świadczy o zaufaniu jakim król Henryk II darzył Hilarego. Hilary był jedynym biskupem, który sprawował urząd szeryfa podczas panowania Henryka (z wyjątkiem – być może – Roberta de Chesney, biskupa Lincoln). Synod Kościoła angielskiego w 1143 zabronił duchownym sprawować urzędów zarządców lub poborców podatkowych dla osób świeckich. Ponieważ do urzędowych obowiązków szeryfa należało pobieranie dochodów z majątków królewskich i podatków z terenu hrabstwa, a także przekazywanie tych dochodów skarbnikowi, duchowny sprawujący urząd szeryfa działałby wbrew postanowieniom synodu z 1143 roku. Hilary był znany jako znawca prawa kanonicznego i papież często korzystał z jego usług jako sędziego-delegata do sądzenia spraw, w których odwołano się do Rzymu i odesłanych do kraju pochodzenia, by zostały rozstrzygnięte w kraju. Towarzyszył również innym sędziom papieskim, m.in. Theobaldowi z Bec. Hilary służył w Anglii jako królewski sędzia w 1156, potem przebywał z królem w Normandii od końca 1156 do kwietnia 1157. Hilary działał jako sędzia-delegat dla papiestwa w co najmniej 15 sprawach podczas swej posługi biskupiej. Działał jako doradca prawny Henryka II w szeregu spraw, a jego urzędnicy czasami sporządzali dokumenty dla króla.
Hilary stworzył urzędy skarbnika i kanclerza diecezji Chichester w celu uporządkowania i poprawienia finansów kapituły katedralnej i diecezji. Ponadto brał udział w procesie kanonizacyjnym Edwarda Wyznawcy pisząc list do papieża Aleksandra III potwierdzający świętość Edwarda. Był jednym z trzech biskupów którzy ogłosili kanonizację w Opactwie Westminsterskim i celebrowali mszę ku czci nowego świętego. Pozostali dwaj biskupi to Robert de Chesney i Nigel, biskup Ely.
W maju 1162 Hilary wszedł w skład poselstwa wysłanego do członków kapituły katedry w Canterbury przez króla Henryka II by zapewnić wybór Tomasza Becketa na arcybiskupa Canterbury. Gdy Gilbert Foliot, biskup Hereford sprzeciwił się kandydaturze Becketa, Hilary zajął stanowisko, że król życzył sobie, by wybrano tego właśnie kandydata, więc biskupi i elektorzy powinni uszanować wolę króla. Kiedy zwrócono uwagę, że biskupem Canterbury powinien zostać mnich, tak jak to było dotychczas w zwyczaju, Hilary zapytał adwersarzy czy uważają, że tylko jeden styl życia jest miły Bogu.
W kolejnym roku synod w Westminster okazał się wstępem do narastającego konfliktu między królem a Becketem w sprawie zakresu jurysdykcji sądów królewskich i sądów kościelnych. Istotą sporu była kwestia duchownych, którzy popełnili przestępstwa; Becket bronił pozycji Kościoła, że wszyscy duchowni, łącznie z tymi, którzy przyjęli święcenia niższe mogą być sądzeni tylko przez sądy kościelne. Ponieważ prawdopodobnie aż 20 procent populacji Anglii mogło być objęte jakąś formą święceń kapłańskich, łącznie z święceniami niższymi, więc zgoda na to zmniejszyła by znacząco zakres władzy królewskiej. W przeszłości na mocy angielskiego prawa sądzono duchownych, którzy popełnili poważne wykroczenia w sądach królewskich, ale ostatnie zmiany w prawie kanonicznym zmieniły tę praktykę. W Westminsterze Henryk próbował zmusić ważniejsze osoby świeckie i biskupów, by przysięgli stać na straży starych angielskich zwyczajów, a nie nowych praktyk opartych na prawie kanonicznym. Wszyscy biskupi przysięgli, ale z zastrzeżeniem, że dawne zwyczaje nie mogą być w sprzeczności z prawem kanonicznym. Hilary jednakże nie dodał tego zastrzeżenia do swej przysięgi. Chociaż przysięga wspierała pozycję Becketta, po radzie większość biskupów, łącznie z Hilarym, została przekonana przez króla do poparcia kompromisowego rozwiązania i wsparcia Henryka.
Po synodzie w Westminster Hilary wspierał króla podczas sporu z Becketem, a jednym z czynników decydujących o jego prokrólewskim stanowisku mogło być to, że Hilary pamiętał, kto mu się sprzeciwiał w sprawie opactwa Battle i dlatego odmówił poparcia arcybiskupa. Pod koniec 1163 Henryk wysłał Hilarego do Becketa, by przekonał arcybiskupa do zmiany swego stanowiska, ale Becket pozostał nieugięty. W 1164 Hilary wziął udział w królewskim poselstwie do papieża Aleksandra III i króla Ludwika VII Młodego. Poselstwa te usiłowały przekonać papieża i króla Francji do udzielenia poparcia Henrykowi przeciwko Becketowi i sprawić, by ten ostatni nie znalazł przyjaznego schronienia podczas wygnania we Francji.

## Śmierć i spuścizna
Hilary zmarł w lipcu 1169, prawdopodobnie 13 lipca. Historyk David Knowles opisuje Hilarego jako „wyjątkowo bystrego, skutecznego, pewnego siebie, elokwentnego, w pewnym sensie płytkiego człowieka, w pełni zaznajomionego z nowym prawem kanonicznym, ale niegotowego do przestrzegania prawa do końca. Choć był bardzo utalentowany, pozostał oportunistą.”. Na jego korzyść przemawia fakt, że był mocno zaangażowany w zapewnianie środków do życia wikarym rezydującym w kościołach parafialnych i sprawującym właściwe obowiązki duszpasterskie w jego diecezji. Był dobroczyńcą bibliotek i dokładał wielu starań by odzyskać ziemie, które kiedyś należały do jego kościoła, a które zostały utracone podczas rządów Stefana. Ponadto przeprowadził reformy w swej diecezji, zmieniając liczne kościoły z kapitułami złożonymi ze duchownych świeckich w kościoły z kapitułami złożonymi z kanoników augustianów. Hilary uzyskał zgodę swojej kapituły katedralnej na wszystkie nadania ziemskie, nawet te, które otrzymał osobiście. Z czasów jego posługi biskupiej przetrwało 35 dokumentów, ale tylko kilka z nich jest datowanych. Jednym z nich jest deklaracja posłuszeństwa arcybiskupowi Canterbury, inne to statuty, wyroki sądowe Hilarego oraz potwierdzenia praw i przywilejów.
Urzędnicy Hilarego byli wyszkoleni w kwestiach administracyjnych, a jeden z nich, bratanek Hilarego Jocelin, został przez swego wuja mianowany kanclerzem katedry w Chichesterze. Jocelin został później archidiakonem Lewes i królewskim sędzią. Niektórzy urzędnicy Hilarego przez pewien czas służyli u boku Tomasza Becketa, większość z nich po opuszczeniu służby u Hilarego.